# Rostysław Syńko
Rostysław Ołeksandrowycz Syńko (ukr. Ростислав Олександрович Синько; ur. 21 sierpnia 1933, zm. 23 października 2010) – radziecki i ukraiński scenarzysta. Zasłużony Pracownik Kultury Ukraińskiej SRR (1983).

## Wybrane scenariusze filmowe
- 1969: Straszny zwierz[2]